# USS Zeilin (DD-313)
USS Zeilin (DD-313) là một tàu khu trục lớp Clemson được Hải quân Hoa Kỳ chế tạo vào cuối Chiến tranh Thế giới thứ nhất. Nó là chiếc tàu chiến đầu tiên của Hải quân Hoa Kỳ được đặt theo tên Thiếu tướng Thủy quân Lục chiến Jacob Zeilin (1806-1880). Zeilin ngừng hoạt động và bị tháo dỡ năm 1930 nhằm tuân thủ quy định hạn chế vũ trang của Hiệp ước Hải quân London

## Thiết kế và chế tạo
Zeilin được đặt lườn vào ngày 20 tháng 2 năm 1919 tại xưởng tàu Union Iron Works của hãng Bethlehem Shipbuilding Corporation ở San Francisco, California. Nó được hạ thủy vào ngày 28 tháng 5 năm 1919, được đỡ đầu bởi bà William P. Lindley; và được đưa ra hoạt động tại Xưởng hải quân Mare Island vào ngày 10 tháng 12 năm 1920 dưới quyền chỉ huy của Hạm trưởng, Thiếu tá Hải quân James D. Moore.

## Lịch sử hoạt động
Sau khi hoàn tất việc chạy thử máy, Zeilin trình diện để hoạt động cùng Đội khu trục 33 trực thuộc Hải đội Khu trục 11, Lực lượng Khu trục Hạm đội Chiến trận đặt căn cứ tại San Diego, California. Trong chín năm tiếp theo sau, nó hoạt động từ cảng này, tiến hành cơ động cùng hạm đội và huấn luyện cùng các tàu độc lập. Vào tháng 7 năm 1923, nó chịu đựng hư hại do va chạm với chiếc Henderson (AP-1) tại Puget Sound, nhưng sau khi được sửa chữa nó lại  tiếp tục hoạt động cùng Lực lượng Chiến trận.
Vào ngày 22 tháng 1 năm 1930, Zeilin được cho xuất biên chế tại San Diego. Tên nó được cho rút khỏi danh sách Đăng bạ Hải quân vào ngày 8 tháng 7 năm 1930 và nó bị tháo dỡ sau đó.